# 地狱厨房 (2019年电影)
《地狱厨房》（英語：The Kitchen）是2019年上映的美国犯罪片，改编自DC漫画旗下Vertigo漫画的同名限定系列漫画（奥利·马斯特斯和明·道尔创作），由安德丽亚·贝尔洛夫执导、剧本，是安德丽亚的导演处女作。影片发生在1970年代纽约曼哈顿的地狱厨房，讲述联邦调查局的清剿行动后，三位爱尔兰黑帮老大的妻子（梅丽莎·麦卡西、蒂芬妮·哈戴許和伊丽莎白·莫斯饰演）从丈夫的手中接过生意。
影片由新線影業、布隆创意及迈克尔·德·卢卡制片公司制作，2019年8月9日由华纳兄弟影业在美国剧院发行。然而，影评人给予影片大体上负面的评价，批评剧情错综复杂，结果票房仅得1600万美元，未能收回3800万美元的制片成本，沦为票房炸弹。

## 剧情
1978年的地狱厨房，三位女人嫁给了奥卡罗尔犯罪家族的成员：凯茜嫁给了善良敦厚、对黑帮事业越来越不抱希望的吉米，露比嫁给了老大海伦的儿子，克莱尔嫁给了经常毒打虐待她的罗布。
一天夜里，联邦调查局的卧底行动收网，三个黑帮成员通通被捕，获刑三年。之后，外号“小杰基”的杰克·奎恩接过老大凯文的大旗，负责照顾大佬们最在意的女人，不过他给的支持只够女人们勉强过活。她们发现，小杰基开始向组织照看的企业收取高额的保护费，让对方深感不安，于是说服老板们把保护费交给她们，给街坊邻居们点好处，不仅捞到了好处，还赢得社区的尊重。杰基了解到事情，质问起几个女人，不料露比早已安排让组织丢尽颜面的打手加布里埃尔·奥马利趁机暗杀掉他。在加布里埃尔的支持下，三个女人彻底控制了整个黑帮，同时克莱尔爱上了加布里埃尔。
在三个女人的成功劝说下，当地的犹太社区只招募爱尔兰工会的工人给他们建房子，结果爱尔兰人开始侵占義大利黑手党在布鲁克林的地盘，让黑手党老大阿方索·科雷蒂勃然大怒，命令手下去找三个女人。科蕾蒂希望双方从现在开始好好合作，又透露她们的丈夫将在四个月后出狱。三个女人认为局势不妙，科蕾蒂表示会提供支持，将部分地盘的控制权割让出来，换取義大利人参与地狱厨房的建筑计划。眼看没有别的选择，三个女人只好同意。后来，露比得知岳母根本不同意她和凯文的婚事，打算让凯文出狱后和她的离婚，便觉得非常生气，打死了海伦。
四个月后，丈夫们获释，凯文决心以海伦儿子的身份重掌权力，杰米说服凯茜一起金盘洗手，重新开始。罗布对克莱尔背着他勾结加布里埃尔感到愤怒，要克莱尔重回他的怀抱，但对方拒绝，于是一气之下打了她，她从枕头底下拿出一把枪打死了他。科蕾蒂前来警告几个女人，说凯文得到手下支持，已经下令他们不计一切代价除掉她们，为死去的海伦和罗布报仇。露比给科蕾蒂钱，安排他去杀掉丈夫凯文和他的朋友，而凯茜对凯文手下科林钟爱有加，要他们别杀他，结果克莱尔在复仇行动中被科林杀掉。
在克莱尔的葬礼上，凯茜了解到露比一直给联邦调查局的一名特工发工资，露比才解释说是自己设的局，好让联邦调查局抓她们的丈夫，报复一直不愿给她一个名分的凯文。之后，凯茜发现吉米一直在科蕾蒂的保护中，把孩子带到了自己这一边，因为他觉得凯茜不尊重他的意愿，没有在这段关系中平等地对待他。凯茜深感愤怒，让科蕾蒂不要继续照顾她的家人，吉米备受打击。
露比约凯茜见面，打算一起商讨之后的计划。结果凯茜到场时发现露比找加布里埃尔杀她，好让自己成为老大。不过凯茜早有预谋，提前和爱尔兰帮和好，安排他们所有手下前来增援。加布里埃尔觉得克莱儿已经死了，自己和黑帮已经没联系了，于是抛弃了露比。凯茜跟露比说，从现在开始，她们一起当老大。影片结尾，凯茜和露比一起商量着将地盘拓展到上城区。

## 演员
- 梅丽莎·麦卡西 饰 凯茜·布伦南（Kathy Brennan）
- 蒂芬妮·哈戴許 饰 露比·奥卡罗尔（Ruby O'Carroll）
- 伊丽莎白·莫斯 饰 克莱尔·沃尔什（Claire Walsh）
- 多姆納爾·格里森 饰 加布里埃尔·奥马利（Gabriel O'Malley）
- 詹姆斯·貝吉·戴爾 饰 凯文·奥卡罗尔（Kevin O'Carroll）
- 布莱恩·达西·詹姆斯（英语：Brian d'Arcy James） 饰 吉米·布伦南（Jimmy Brennan）
- 玛戈·马丁代尔 饰 海伦·奥卡罗尔（Helen O'Carroll）
- 凡夫俗子 饰 加里·西尔弗斯（Gary Silvers），联邦调查局的卧底特工
- 比尔·坎普（英语：Bill Camp） 饰 阿方索·科蕾蒂（Alfonso Coretti）
- 杰里米·鲍伯（英语：Jeremy Bobb） 饰 罗布·沃尔什（Rob Walsh）
- E·J·博尼利亚（英语：E.J. Bonilla） 饰 冈萨洛·马丁内斯（Gonzalo Martinez），加里的搭档
- 韦恩·杜瓦尔（Wayne Duvall）饰 拉里（Larry），凯茜的父亲
- 安娜贝拉·西奥拉（英语：Annabella Sciorra） 饰 玛丽亚·科蕾蒂（Maria Coretti），阿方索的妻子
- 迈克·沃特福德（英语：Myk Watford） 饰 “小杰基”杰克·奎恩（Jack 'Little Jackie' Quinn）

## 制作
2017年2月，安德丽亚·贝尔洛夫签署合约，负责执导Vertigo连载漫画《地狱厨房》的改编作品。安德丽亚之前已被制片方新线影业聘为编剧，后来公司高管被她“前卫而颠覆性”的观点打动，让她当导演，影片因此成为她的导演处女作。
2017年11月，在《嗨翻姐妹行》中表现突出的蒂芬妮·哈戴許加盟剧组，负责扮演三位主角的其中一位。2018年2月，梅丽莎·麦卡西加盟剧组，扮演另一位主角。同年3月，伊丽莎白·莫斯加盟出任主角，玛戈·马丁代尔、比尔·坎普、布莱恩·达西·詹姆斯加盟出演配角。2018年4月，多姆納爾·格里森、凡夫俗子、詹姆斯·貝吉·戴爾、杰里米·鲍伯和艾丽西亚·科波拉加盟。5月，詹姆斯·西康加盟，但他本人未在成片中出现。
主体拍摄于2018年5月7日在纽约启动，2018年9月结束。

## 发行
影片于2019年8月9日由华纳兄弟影业发行，DVD及蓝光光碟于2019年11月5日发售，同步上线流媒体平台。

### 票房
北美方面，影片与《朵拉與失落的黃金城》、《我在雨中等你》、《在黑暗中說的鬼故事》和《布莱恩·班克斯》同日上映，首周末票房预计900万到1400万美元。影片于2742家影院上映，为麦卡西演员生涯上映规模最小的作品。然而，开画当日票房仅为180万美元，使得预计票房下调到500到600万美元。影片首周末票房最终为550万美元，创下麦卡西和哈戴許职业生涯最差的开画首周末成绩。次周末票房220万美元，同比下降60%，最终于第三周从2125家影院下线，最终票房仅为342,506美元。《荷里活報道》估计影片给制片方造成数千万损失，尽管在家庭媒体的成绩不俗。

### 专业评价
汇总媒体烂番茄收录230条评论，打出23%的腐烂度，平均得分4.6/10。网站共识写道：“《地狱厨房》让三个才华横溢的主角支撑拖沓的剧情，成了一部错综复杂的犯罪惊悚片，急需回炉重造。”Metacritic收录42条评论，打出35/100的平均分，表示“普遍差评”。影院评分观众评级为B–（A+最好，F级最差）。
《綜藝》的欧文·格莱伯曼认为影片跟《寡婦》一样，没有想象中的那么好。格莱伯曼批评剧本，赞扬麦卡锡演技炸裂，希望蒂芬妮·哈戴許能有更大的发挥，觉得玛戈·马丁代尔的角色显得更加重要。《波士顿环球报》的泰·布尔认为“斯科塞斯只有一个，但他不在这里”，暗指影片尝试模仿斯科塞斯的风格，结果弄巧反拙。
《旧金山纪事报》的米克·拉萨尔（Mick LaSalle）表示：“说到女黑帮，大家在评价《地狱厨房》的时候都无法忽视玛戈·马丁代尔这个人，她以黑帮女老大的身份偷走了每一场戏，声音沙哑得像个怪物，满嘴脏话，在墙上挂着约翰·F·肯尼迪的照片。她非常邪恶，不苟言笑，却缔造无数幽默戏份。”